# Football Manager 2022
Football Manager 2022 (viết tắt chính thức là FM22) là một trò chơi điện tử mô phỏng quản lý - bóng đá năm 2021 được phát triển bởi Sports Interactive và được xuất bản bởi Sega. Tựa game được phát hành toàn cầu trên hệ điều hành Microsoft Windows và macOS vào ngày 8 tháng 11 năm 2011. Football Manager 2022 Xbox Edition được ra mắt ở Xbox Game Pass, và Football Manager 2022 Mobile cho iOS và Android cũng ra mắt cũng ngày. Phiên bản nhỏ hơn của trò chơi có tiêu đề Football Manager 2022 Touch được phát hành độc quyền cho máy Nintendo Switch vào ngày 8 tháng 11 năm 2021.
Những người chơi đã đặt hàng trước Football Manager 2022  từ một số nhà bán lẻ chọn lọc đã nhận được quyền truy cập sớm vào phiên bản beta của trò chơi vào ngày 22 tháng 10 năm 2021. Các bản sao của Football Manager 2022 không bao gồm đĩa và thay vào đó được vận chuyển với mã kích hoạt của Steam .

## Tính năng
Football Manager 2022 đi kèm với nhiều tính năng mới bao gồm cải tiến hệ thống dữ liệu với sự ra đời của Trung tâm dữ liệu, cung cấp cho người chơi thông tin về động lượng trận đấu, bản đồ nhiệt và khả năng yêu cầu nhà phân tích dữ liệu biên soạn các phần thông tin cụ thể. Ngoài ra, công cụ đối sánh được chỉnh đối một chút (điểm chung với mỗi phiên bản). Vai trò mới của trung vệ được bổ sung, mô phỏng phong cách chiến thuật của Chelsea FC của Thomas Tuchel. Có một hệ thống họp nhân viên mới, với gần 4000 lựa chọn đối thoại mới được giới thiệu và khả năng khám phá nhiều chủ đề hơn.

## Đánh giá
Theo trang tổng hợp đánh giá Metacritic , Football Manager 2022 nhận được đánh giá "thường là tích cực"  .
PC Gamer ca ngợi tính gây nghiện của trò chơi và viết, "Nếu là một đội bóng, Football Manager 2022 sẽ là Liverpool. Không có bản hợp đồng mới lớn nào, nhưng đã có một ngôi sao ở mọi vị trí ... Nếu là một cầu thủ, tựa game sẽ là một cầu thủ đẳng cấp thế giới, bản hợp đồng kích thích lượng người hâm mộ gấp đôi." Tapsell của Eurogamer ca ngợi chiều sâu của tựa game và nói, "Không phải là không thể, nhưng trong Football Manager 2022, chắc chắn là khó hơn để tồn tại trên đỉnh cao mà không có gì khác ngoài rung cảm. Và thật hạnh phúc hơn bao giờ hết khi buộc phải dọn dẹp mớ hỗn độn của câu lạc bộ của mình." PCGamesN viết một cách tích cực, nói rằng, "Họ thực sự tóm tắt tất cả những gì Football Manager 2022 là: các bản sửa đổi nhỏ, được chọn từ quả anh đào giải quyết một số khiếu nại dài hạn."
Trò chơi đã lọt vào top trò chơi được chơi nhiều nhất trên Steam, nằm trong top 10 trên nền tảng tính đến ngày 2 tháng 1 năm 2022 